# Vivian Cristina Lopes
Vivian Cristina Lopes (San Paolo, 7 gennaio 1976) è un'ex cestista brasiliana.

## Carriera
Con il Brasile ha disputato i Giochi olimpici di Atene 2004 e tre edizioni dei Campionati americani (2001, 2003, 2005).